# 恐怖拜訪
是一部由華納兄弟於2007年發行的虛構恐怖驚悚電影。該部影片的男女主角分別由丹尼爾·克雷格和妮可·基嫚飾演。該部影片是描述一艘由人類發射的太空梭，在行向天際不久後突然於空中解體，其碎片散落在美國幾個州。一些不知情的民眾直接或間接的被碎片上的細菌感染。這些被感染的民眾在當天晚上睡過一覺以後會完全改變由細菌去控制身體結構，因此人類面臨被細菌控制身體的危機。
電影於2007年8月17日上映，所獲的評價褒貶不一，評論家稱讚電影製作精良，但批評情節沉悶和欠缺洞察，本片也因為票房獲利未能攤平製作成本而成為票房炸彈。

## 劇情
一艘發射沒多久的太空梭突然在空中解體，碎片掉落在美國德州到華盛頓州之間；這看似意外的太空梭的解體事故背後卻似乎隱藏者一個極大的陰謀。許多民眾在好奇的情況下去觸碰這些太空梭的碎片，甚至有人把撿到的太空梭碎片拿到eBay上面去賣，有一位名叫塔克（傑瑞米·諾森飾演）的民眾也因此不小心被碎片割傷。而塔克在當天睡覺眼球快速轉動週期過後被細菌改變了其身體結構，隔天就變成被細菌完全控制的人。塔克也開始向其他人類散播細菌，而剛開始的散播方式是趁人類不注意時將唾液吐到咖啡裏。許多不知情的民眾在喝完咖啡回家睡覺之後也變得跟塔克一樣開始散播細菌。
由於越來越多人受到感染，許多人開始覺得他們的另一半好像跟以前不一樣了。心理醫生卡羅·班尼爾（妮可·基嫚飾演）從幾位病人對她抱怨週遭的人開始變得不一樣而開始覺得奇怪。被細菌感染到的人在還沒有轉變完成之前會像蛇一樣脫一層透明薄薄的皮。卡羅·班尼爾到一位朋友家做客的時候發現了一個皮，於是帶回去請班·德里斯柯爾醫生（丹尼爾·克雷格飾演）的朋友，同時也是生物學家的加萊亞諾（杰佛瑞·懷特飾演）幫忙化驗。化驗的結果發現這種細菌對人類有極大的威脅，他們並推測最進許多人會變得不一樣就是這種細菌造成的。但是他們也發現小時後經歷怪病幸運存活下來的部份人類對這些細菌有抗體，而其中一位有抗體的小孩就是心理醫生卡羅·班尼爾的兒子奧立佛（傑森·龐德飾演）。最後人類利用這些抗體成功的將所有受感染的人恢復。

## 演員
| 演员          | 角色          | 備註                              |
| 丹尼爾·克雷格 | 班·德里斯柯爾 | 醫生                              |
| 妮可·基嫚     | 卡羅·班尼爾   | 心理醫生，塔克的前妻              |
| 傑瑞米·諾森   | 塔克          |                                   |
| 杰佛瑞·懷特   | 加萊亞諾      | 生物學家，班·德里斯柯爾醫生的好友 |
| 傑森·龐德     | 奧立佛        | 卡羅·班尼爾的兒子                 |

## 票房
本片花費$65,000,000美元製作，但是由於2007年8月17日在美國上映前的廣告策略失敗，最後票房只有$40,170,568美元。

## 資料來源
1. ↑  . Box Office Mojo.   [September 21, 2007]. （原始内容存档于2019-08-02）.
2. ↑  .   [2010-01-29]. （原始内容存档于2013-08-23）.

## 外部連結
- 互联网电影数据库（IMDb）上《The Invasion》的资料（英文）
- AllMovie上《The Invasion》的资料（英文）
- 爛番茄上《The Invasion》的資料（英文）
- Box Office Mojo上《The Invasion》的資料（英文）
- Metacritic上《The Invasion》的資料（英文）
- 開眼電影網上《恐怖拜訪》的資料（繁體中文）